# 芒海镇
芒海镇，是云南省德宏傣族景颇族自治州芒市下辖的一个镇，位于芒市西南部，与缅甸勐古隔河相望。

## 历史
1984年，改芒海乡为芒海镇，隶属潞西县东山区。1987年12月，升格为县属镇。:25-31

## 地理
芒海镇总面积105平方千米，距离芒市84千米，有国境线26.6千米；2020年有人口4,924人，汉族占45.45%（2019年），景颇族占33.77%（2019年），傣族占9.89%（2019年）:94。芒海镇位于河谷地区，整体地势北高南低，森林覆盖率73.83%。境内最高峰是闻摩山，海拔2,246米；最低点芒海村，海拔910米。境内河流属怒江流域，主要河流有勐古河、南比河等。:2559。

## 行政区划
芒海镇下辖以下地区：
芒海村、吕尹村和赖南村。

## 经济
2016年，芒海镇有耕地面积11,491亩，农业总产值6,340万元，主要作物有水稻、小麦、澳洲坚果、咖啡、核桃、茶叶、甘蔗、烟草等，种植梨、桃子、李子等温带亚热带水果。2011年有规模以上工业企业1家，全年社会商品销售额350万元，财政收入90.3万元:2558。历史上，芒海是中缅边民互市的市场，1990年代时期互市贸易活跃，是芒市对外开放的窗口重镇，2017年进出口贸易总额1,445万美元。

## 基础设施
芒海镇有九年制学校1所，镇内建有文化站1个、卫生院1所。镇内有县乡级公路3条，总长17.08千米，乡村公路通达率100%，339省道自遮放至芒海。:2560